# 20990 Maryannehervey
20990 Maryannehervey è un asteroide della fascia principale. Scoperto nel 1983, presenta un'orbita caratterizzata da un semiasse maggiore pari a 2,170086 UA e da un'eccentricità di 0,142463, inclinata di 3,064579° rispetto all'eclittica. Ha un diametro di 2,910 km.